# Navigationsakterna
Navigationsakterna (engelska: Navigation Acts) var en engelsk lag från 9 oktober 1651 som skyddade den inhemska sjöfarten. Varor fick inte föras till eller från England (efter 1707 Storbritannien) eller de engelska kolonierna annat än på engelska skepp. Engelsk kustsjöfart och fiske gynnades också av lagen. Lagen var främst riktad mot de nederländska handelsfartygen, och tillkom på initiativ av Brittiska Ostindiska Kompaniet, Levantkompaniet och brittiska storköpmän. En serie tillägg tillkom till lagen 1660, 1663 och 1673.
Navigationsakten föll bort gentemot USA 1793, den uppluckrades genom handelsfördragen med Preussen och Frankrike 1825, och upphävdes slutgiltigt 1849. Bestämmelserna om den brittiska kustsjöfarten skulle skötas av inhemska fartyg kvarstod till 1854, men vid den tiden var den brittiska handelsflottan så betydande att dess avskaffande inte hade någon större betydelse.
Navigationsakten passade väl in i merkantilismen som var tidens rådande ekonomiska idé.